# 三根山隆司

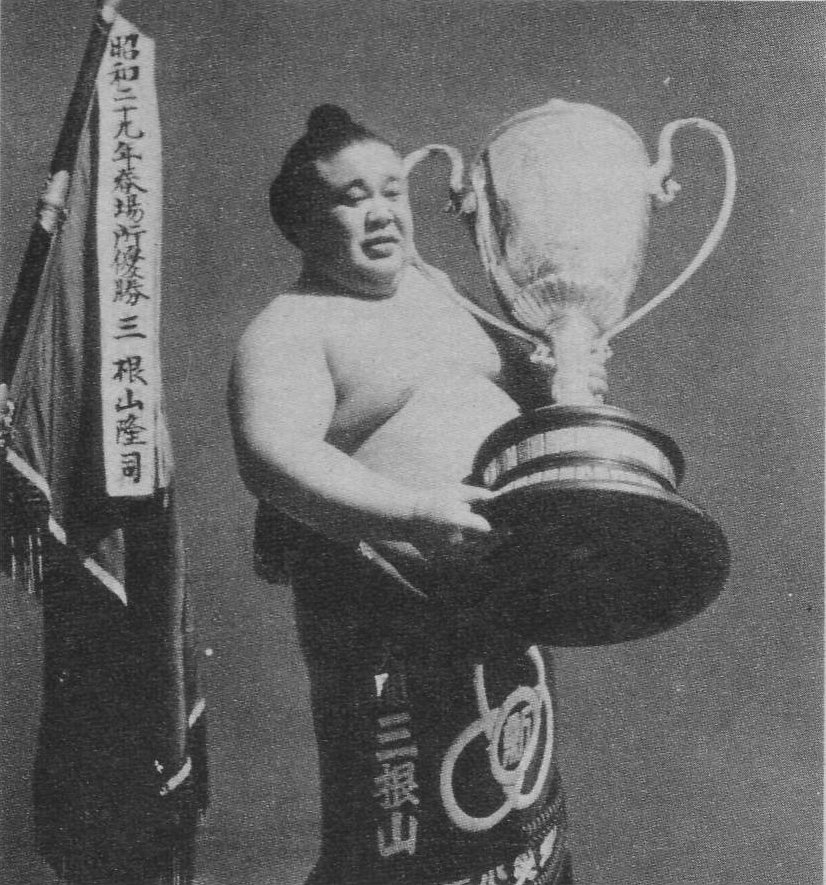
1954年攝

三根山隆司（1922年2月7日—1989年8月15日），本名嶋村嶋一，日本東京府北豊島郡南千住町（現：東京都荒川区）出身的原大相撲力士。他身高176cm，重150公斤。最高位置是東大関，所屬相撲部屋是高島部屋。他在1954年獲得了優勝，曾9次得到打敗橫綱的金星章。他在1960年退休後出任部屋的教練。

## 生涯
他於1937年開始職業相撲生涯，於1944年加入高島部屋，到達了頂尖的幕內級別。他獲得了九個擊敗橫綱的金星章，還有七個三賞。在1953年31歲時升為大關，但他在1955年時因受傷降回前頭級別。1960年1月，他在38歲左右時退休。

## 退休後
退休後，他作為日本相撲協會的長老留在相撲界，並創設自己的熊乃谷部屋。1961年5月，他獲得了高島的年寄名銜，把部屋名改成高島。並培養出大関大受久晃和前頭高望山大造等弟子。1985年退出日本相撲協會。
現役時代身患近20種傷病，渾名綜合病院，在1989年8月15日因心肌梗塞去世，享年67歳。